# Dirk Labudde
Dirk Labudde (* 1966) ist ein deutscher Bioinformatiker und Forensiker, der als Professor an der Hochschule Mittweida tätig ist.

## Leben
Dirk Labudde studierte Theoretische Physik und Medizinphysik an den Universitäten in Rostock, Enschede (Niederlande) und Kaiserslautern. Im Jahr 1993 erhielt er sein Diplom und 1997 promovierte er in Theoretischer Physik. In dieser Zeit arbeitete er außerdem als Dozent an der Medizinischen Fakultät in Neubrandenburg. Ab 1999 war er als wissenschaftliche Hilfskraft am FMP Berlin, der TU München sowie der TU Dresden tätig.
Dirk Labudde ist seit 2009 Professor für Bioinformatik an der Hochschule Mittweida und gründete 2014 Deutschlands ersten Bachelorstudiengang „Allgemeine und Digitale Forensik“, zu welchem er ebenfalls 2014 zum Professor berufen wurde. Seit 2017 ist er außerdem fachlicher Leiter des Lernlabors für Cybersicherheit der Fraunhofer Academy am Standort Mittweida. An der Hochschule Mittweida leitet er darüber hinaus die Forschungsgruppe FoSIL (Forensic Science Investigation Lab), welche sich mit den verschiedensten forensischen Fragestellungen beschäftigt. In diesem Zusammenhang ist Labudde auch als Gutachter vor Gericht sowie als Berater für Polizeien und Staatsanwaltschaften tätig. Für seine herausragenden Tätigkeiten in Lehre und Forschung erhielt er 2014 u. a. den sächsischen Lehrpreis. Seit 2016 ist Labudde Mitglied im Advisory Board Polizei-Informatik.
Herr Dirk Labudde ist seit dem 20. Januar 2025 als Prokurist bei der FZ forensic.zone GmbH tätig. Die Geschäftsführung wird von Mirijam Labudde wahrgenommen, die das Unternehmen gemeinsam mit Frau Vivien Dehne gegründet hat. Das forensische Unternehmen wurde im Oktober 2022 ins Leben gerufen und beschäftigt ein interdisziplinäres Team von über zehn hochqualifizierten Analystinnen und Analysten.
Filmaufnahmen vom 24. September 2024 im Rahmen der Verleihung des Sächsischen Gründerinnenpreises 2024 lassen darauf schließen, dass ein Austausch auch vom Asservaten zwischen Herrn Prof. Dirk Labudde und der FZ forensic.zone GmbH besteht. Entsprechende Hinweise darauf sind insbesondere ab Minute 1:28 des Videos erkennbar: In der Szene werden Datenspeicher aus einem Karton entnommen, der mit der Aufschrift ‚Hochschule Mittweida / Prof. Dirk Labudde‘ versehen ist.

## Der Goldmünzen-Prozess
Labudde war im Juni 2019 als Gutachter für den Prozess um den Big-Maple-Leaf-Diebstahl geladen, bei dem die Big-Maple-Leaf-Goldmünze aus der Ausstellung im Bode-Museum gestohlen wurde. In seinem Bericht hatte Labudde zuerst mehrere Videoaufnahmen untersucht. Mithilfe der klassischen Videoanalyse, bei der das Video in einzelne Frames zerlegt wird, konnte er darauf schließen, dass es sich in allen Aufnahmen um die gleichen Personen handelt. Anschließend wurden digitale Zwillinge der Tatverdächtigen erstellt, welche mit digitalen Modellen der Personen aus den Videoaufnahmen hinsichtlich des Körperbaus und Gangbildes verglichen wurden. Labudde zeigte damit, dass die Beschuldigten durchaus die Personen auf den Aufnahmen sein konnten.
Insgesamt wurden das Gutachten und die (neue) Methode sehr kritisch bewertet. Die Technik wurde im Zuge des Prozesses erstmals in einem deutschen Gerichtssaal angewandt und ist ansonsten eher in Computerspielen üblich. Ein Ablehnungsantrag der Verteidigung gegen Labudde wurde vom Gericht als unbegründet zurückgewiesen. Die neue Methode der Ganganalyse wurde später weiter entwickelt und wissenschaftlich abgesichert.

## Preise und Auszeichnungen
- Sieger des futureSAX-Wettbewerbs mit Nanometis (2009)
- 2. Platz des Science4Life Venture Cups mit Nanometis (2009)
- Träger des Helmut-Lindner-Preises für exzellente Lehre (2012)
- Träger des Sächsischen Lehrpreises (2014)
- 1. Platz beim Hamburger Sicherheitspreis 2023/2024 (2024)

## Werke
- Labudde, Dirk; Spranger, Michael (4. April 2017). Forensik in der digitalen Welt: Moderne Methoden der forensischen Fallarbeit in der digitalen und digitalisierten realen Welt. Springer-Verlag. ISBN 978-3-662-53800-5
- Labudde, Dirk; Mohaupt, Marleen (23. November 2018). Bioinformatik im Handlungsfeld der Forensik. Springer-Verlag. ISBN 978-3-662-57871-1
- Labudde, Dirk (29. April 2022). Digitale Forensik. Die Zukunft der Verbrechensaufklärung. Lübbe. ISBN 978-3-431-05032-5